# Concierto para piano n.º 1 (Rajmáninov)
Serguéi Rajmáninov compuso el Concierto para piano n.º 1 en fa sostenido menor, Op. 1, en 1892, cuando contaba con 19 años. La obra fue dedicada a Aleksandr Ziloti. Revisó la obra minuciosamente durante en 1917.

## Grabaciones destacadas
1. Serguéi Rajmáninov, pianista, con Eugene Ormandy dirigiendo la Orquesta de Filadelfia, grabación de 1941.
2. Byron Janis, pianista, con Fritz Reiner dirigiendo la Orquesta Sinfónica de Chicago, grabación de 1957.
3. Sviatoslav Richter, pianista, con Kurt Sanderling dirigiendo la Orquesta Filarmónica de Leningrado, grabación de 1959.
4. Byron Janis, pianista, con Kiril Kondrashin dirigiendo la Orquesta Sinfónica de Moscú, grabación de 1962.
5. Earl Wild, pianista, con Jascha Horenstein dirigiendo la Orquesta Filarmónica Real, grabación de 1965.
6. Vladímir Áshkenazi, pianista, con André Previn dirigiendo la Orquesta Sinfónica de Londres, grabación de 1972.
7. Krystian Zimerman, pianista, con Seiji Ozawa dirigiendo la Orquesta Sinfónica de Boston, grabación de 1997.
8. Boris Berezovsky, pianista, con Dmitri Liss dirigiendo la Orquesta FIlarmónica de los Urales, grabación de 2006.